# Női 1 méteres műugrás a 2015-ös mű- és toronyugró-Európa-bajnokságon
A 2015-ös mű- és toronyugró-Európa-bajnokságon a női 1 méteres műugrás versenyszámát június 12-én rendezték meg a Neptun Swimming Poolban.
A versenyszám döntőjét – 291,20 ponttal – az olasz Tania Cagnotto nyerte, és ezzel pályafutása hatodik Eb-címét szerezte meg 1 méteren. Másodikként az orosz Nagyezsda Bazsina végzett, míg a bronzérmet az ukrán Olena Fedorova szerezte meg. Gondos Flóra, az RLSE 23 éves versenyzője a 19. helyen végzett, mivel a selejtezőben bemutatott öt ugrására 196,10 pontot kapott, s így egyetlen riválisát tudta csak megelőzni a 20 fős mezőnyben.

## Versenynaptár
Az időpontok helyi idő szerint olvashatóak (GMT +01:00).
| Dátum                    | Időpont | Forduló   |
| ------------------------ | ------- | --------- |
| 2015. június 12., péntek | 10:00   | Selejtező |
| 2015. június 12., péntek | 15:30   | Döntő     |

## Eredmény
| #  | Versenyző               | Ország                   | Selejtező | Selejtező | Döntő  | Döntő   |
| #  | Versenyző               | Ország                   | Pontok    | Rangsor   | Pontok | Rangsor |
| -- | ----------------------- | ------------------------ | --------- | --------- | ------ | ------- |
|    | Tania Cagnotto          | Olaszország (ITA)        | 274,35    | 2         | 291,20 | 1       |
|    | Nagyezsda Bazsina       | Oroszország (RUS)        | 274,90    | 1         | 279,40 | 2       |
|    | Olena Fedorova          | Ukrajna (UKR)            | 264,70    | 3         | 275,40 | 3       |
| 4  | Elena Bertocchi         | Olaszország (ITA)        | 225,65    | 8         | 267,80 | 4       |
| 5  | Grace Reid              | Egyesült Királyság (GBR) | 257,45    | 4         | 264,50 | 5       |
| 6  | Uschi Freitag           | Hollandia (NED)          | 249,40    | 5         | 249,45 | 6       |
| 7  | Jessica Favre           | Svájc (SUI)              | 223,35    | 10        | 245,50 | 7       |
| 8  | Daniella Nero           | Svédország (SWE)         | 222,05    | 11        | 243,45 | 8       |
| 9  | Nora Subschinski        | Németország (GER)        | 224,50    | 9         | 239,50 | 9       |
| 10 | Hanna Piszmenszka       | Ukrajna (UKR)            | 247,05    | 6         | 235,10 | 10      |
| 11 | Inge Jansen             | Hollandia (NED)          | 219,70    | 12        | 230,75 | 11      |
| 12 | Taina Karvonen          | Finnország (FIN)         | 228,80    | 7         | 219,85 | 12      |
|    |                         |                          |           |           |        |         |
| 13 | Rocio Velazquez Roldan  | Spanyolország (ESP)      | 215,60    | 13        |        |         |
| 14 | Thelma Baatz Strandberg | Norvégia (NOR)           | 214,60    | 14        |        |         |
| 15 | Iira Laatunen           | Finnország (FIN)         | 212,25    | 15        |        |         |
| 16 | Louisa Stawczynski      | Németország (GER)        | 210,30    | 16        |        |         |
| 17 | Vivian Barth            | Svájc (SUI)              | 209,65    | 17        |        |         |
| 18 | Anca Șerb               | Románia (ROU)            | 200,00    | 18        |        |         |
| 19 | Gondos Flóra            | Magyarország (HUN)       | 196,10    | 19        |        |         |
| 20 | Clara Della Vedova      | Franciaország (FRA)      | 194,10    | 20        |        |         |